# HTTP Live Streaming
HTTP Live Streaming (HLS) è un protocollo di comunicazione streaming di contenuti multimediali via HTTP implementato da Apple come parte dei suoi prodotti software QuickTime, Safari, macOS e iOS.
Assomiglia a MPEG-DASH, giacché rompendo il flusso in sequenze di piccoli file basati su HTTP da scaricare, ogni file scaricato carica un breve pezzo di un flusso di trasporto potenzialmente slegato dal tutto. Come flusso è eseguito dal lettore selezionando da un numero di differenti flussi alternativi contenenti lo stesso materiale codificato a diverso tasso di trasmissione dati, permettendo una sessione di streaming adattiva.
All'inizio della sessione, HLS scarica una "playlist" estesa contenente i metadati per i diversi sotto-flussi che sono disponibili.
HLS specifica un meccanismo di crittazione standard usando AES e un metodo di distribuzione della chiave secure-key usando HTTPS  con sia un dispositivo specifico che con cookie HTTP che fornisce insieme un semplice sistema DRM.